# イーライがやって来る
「イーライがやって来る」（邦題は「イーライズ・カミング」とも、"Eli's Comin'"）はアメリカのシンガー・ソングライター兼ピアニストのローラ・ニーロが作詞作曲し、録音した曲。この曲の初リリースは1968年のニーロのアルバム『イーライと13番目の懺悔』となる。

## その他のバージョン
- この曲は1969年にスリー・ドッグ・ナイトによって録音され[3]、彼らの1969年のアルバム『融合（英語版）』と『白熱のライヴ』に収録された。彼らのバージョンはビルボード ホット100で10位となり[4]、カナダのRPM のチャートでは4位に到達した[5]。
- フレンズ・オブ・ディスティンクション（英語版）は1969年にリリースしたアルバム Grazin' でこの曲をカバーした。
- ハニー・リミテッド（英語版）はLHIレーベルからのカバーを1969年にシングルとしてリリースした。
- メイナード・ファーガソンは1970年のアルバム M.F. Horn でこの曲をカバーした。
- ナイロンズ（英語版）は、1991年のアルバム 4 On The Floor - Live In Concert でこの曲を演奏した。

## ポピュラーカルチャーでの扱い
- 「イーライがやって来る」はテレビドラマ『スポーツ・ナイト』のエピソードの中で使用された[6][7]。